# Christian Siegmund von Holtzendorff
Christian Siegmund von Holtzendorff (* 5. September 1630 in Kraupa; † 12. Dezember 1683 in Thallwitz) war kursächsischer Kammerherr und Amtshauptmann des Amtes Eilenburg.

## Leben
Er stammte aus dem Adelsgeschlecht von Holtzendorff und wurde in der Niederlausitz als Sohn des Amtshauptmanns Christian von Holtzendorff und der Catharina geb. von Wolffersdorf geboren. Der Kammerherr Christoph Siegmund von Holtzendorff war sein Sohn.